# 佩德罗·卡尔德隆·德·拉·巴尔卡故居

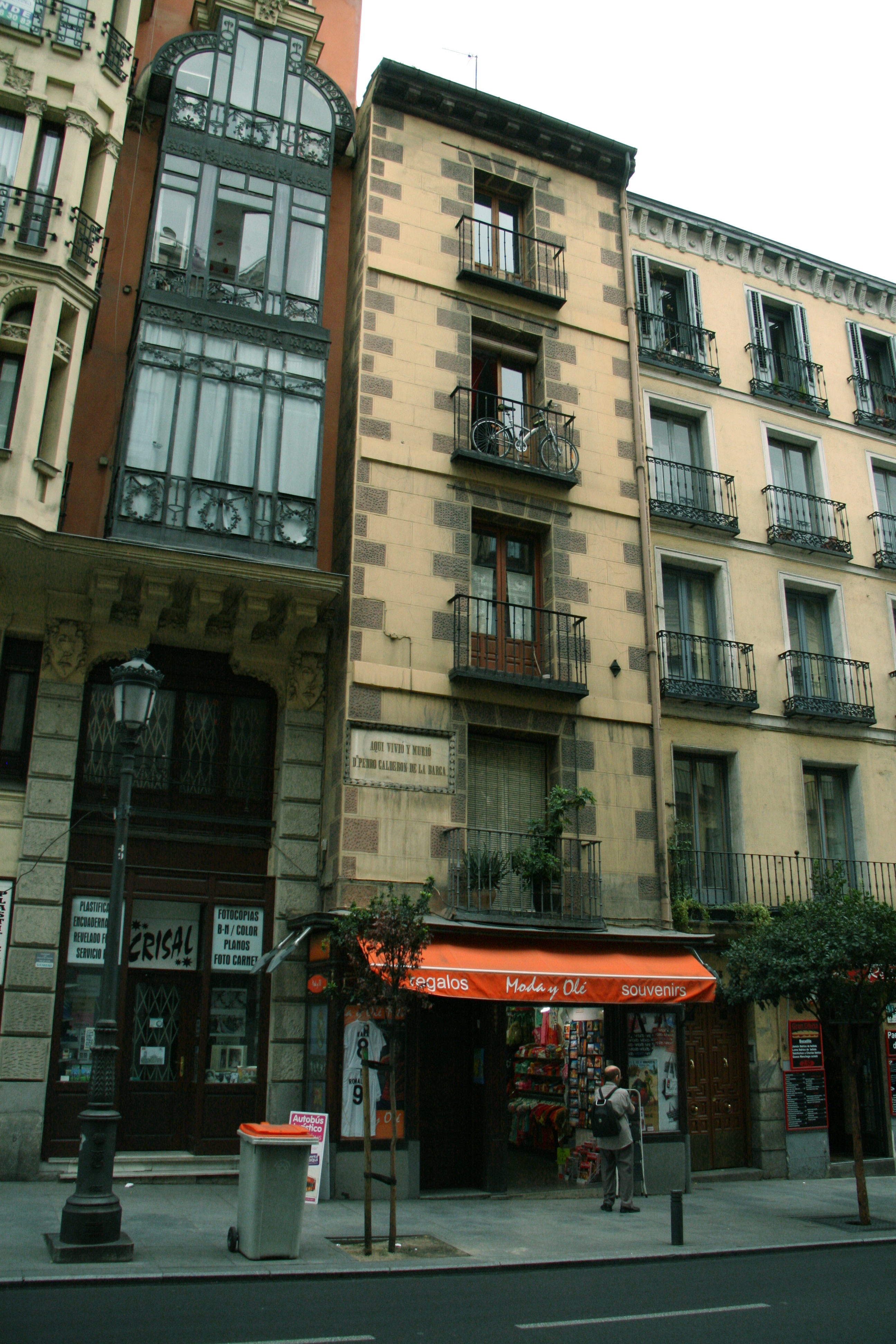
卡尔德隆·德·拉·巴尔卡故居样貌

佩德罗·卡尔德隆·德·拉·巴尔卡故居位于西班牙首都马德里马约尔大街（西班牙语“Calle Mayor”意为“主大街”，通向著名的Plaza Mayor，即马约尔广场，或“主广场”。）61号一层。卡尔德隆在这里生活，在1681年5月25日在这里去世。

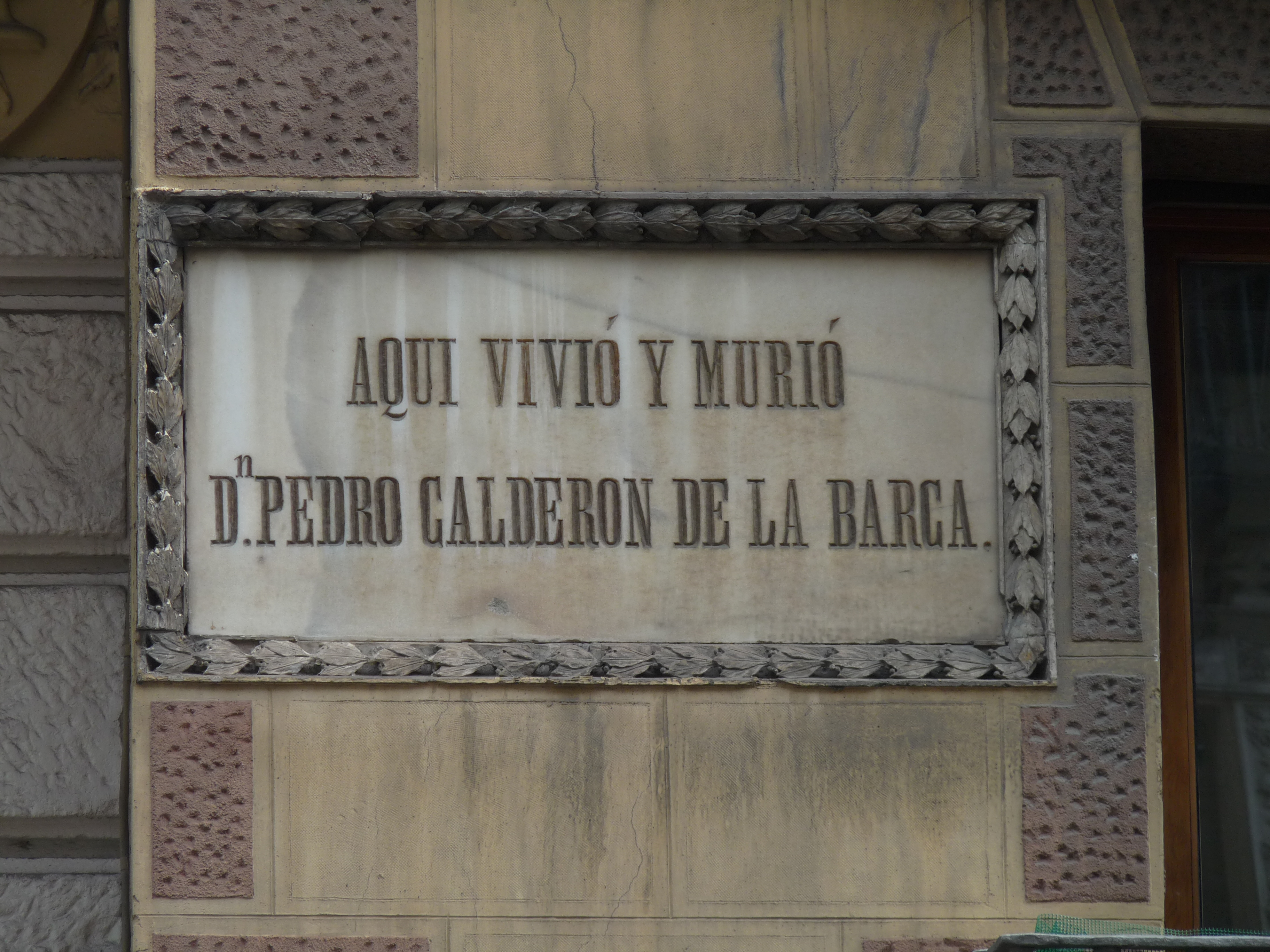
一层墙面上的纪念牌“佩德罗·卡尔德隆·德·拉·巴尔卡在此处生活并去世”